# لورد أوف ذا لوست
لورد أوف ذا لوست هي فرقة ميتال صناعي ألمانية من مدينة هامبورغ تأسست عام 2007، مثلت ألمانيا في مسابقة الأغنية الأوروبية 2023.

## روابط خارجية
لورد أوف ذا لوست على موقع ميوزك برينز (الإنجليزية)
- لورد أوف ذا لوست على موقع أول ميوزيك (الإنجليزية)
- لورد أوف ذا لوست على موقع ديسكوغز (الإنجليزية)